# Egipska Partia Komunistyczna
Egipska Partia Komunistyczna (arab. aالحزب الشيوعي المصري, ECP) – egipska lewicowa i marksistowska partia polityczna. Założona w 1975 roku przez członków rozwiązanej wcześniej formacji komunistycznej.

## Historia
Pod rządami reżimów Anwara as-Sadata, a następnie Husniego Mubaraka represjonowana i niedopuszczana do udziału w wyborach. Aktywna w czasie egipskiej rewolucji. W czasie antyrządowych protestów z rąk sił rządowych zginęło wielu członków ECP, partia wniosła swój wkład w mobilizację robotników przeciw dyktatorowi.
10 maja 2011 ECP zgodziła się na utworzenie „frontu socjalistycznego” z czterema innymi egipskimi grupami lewicowymi, zwanego Koalicją Sił Socjalistycznych. Znalazły się w nim również następujące ugrupowania: Rewolucyjni Socjaliści, Socjalistyczna Partia Sojuszu Ludowego, Socjalistyczna Partia Egiptu i Robotnicza Partia Demokratyczna.